# Havenstad

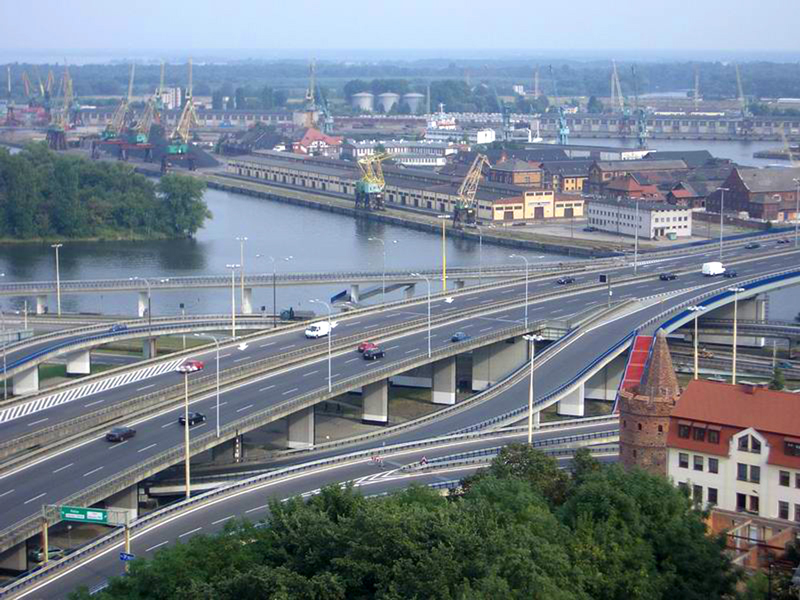
Haven van Szczecin, Polen

Een havenstad is een stad met een haven. Havensteden onderscheiden zich van plaatsen zonder aanlegplaats voor schepen door een permanent komen en gaan van mensen en goederen. In een vissersdorp betreft dit autochtone inwoners. Plaatsen met een zeehaven kenmerken zich juist door de langdurige aanwezigheid en invloed van buitenlanders. Door de handel in exotische producten konden havensteden zich in de middeleeuwen ontwikkelen tot stapelplaatsen. Het stapelrecht bood een belangrijke bron van inkomsten totdat het in 1815 op het internationale Congres van Wenen werd afgeschaft.
Voor de ontwikkeling van de moderne communicatietechnologie verliep ook de uitwisseling van informatie over langere afstand grotendeels door havensteden. De plaats is nog steeds een poort voor uitheemse producten zoals koffie, bananen en aardolie, maar het goederentransport kan nu ook per vrachtwagen, trein of vliegtuig geschieden en de belangrijke buitenlandse bezoekers van weleer communiceren nu per telefoon en e-mail. Ironisch genoeg wordt diezelfde technologie nu onmisbaar geacht bij het loodsen van schepen, sluisplanning, ligplaatsenbeheer, omgang met gevaarlijke stoffen en talloze andere activiteiten in de haven. Een ander voorbeeld van een plaats met historische banden over de hele wereld die sinds grofweg 1800 aan belang heeft ingeboet, is Harlingen.
Sommige machtige maar landinwaarts gelegen steden hebben aan de kust of een rivier in de buurt een eigen haven aangelegd, die zich daarna als zelfstandig stadje verder kon ontwikkelen. Delfshaven dankt zijn bestaan aan de wens van Delft om niet afhankelijk te zijn van Schiedam en Rotterdam. Ostia, aan de monding van de Tiber, zou in 620 v.Chr. zijn gesticht door de vierde koning van Rome. Evenzo is Piraeus de havenstad van Athene. Europese hoofdsteden die zelf ook als havenstad bekendstaan, zijn Lissabon, Amsterdam en Kopenhagen.
Den Helder en Portsmouth zijn voorbeelden van steden met een marinehaven. Het Helderse Marinemuseum belicht de geschiedenis van de mariniers en hun invloed op de stad. Ook in Portsmouth is een scheepvaartmuseum.